# 洪綺陽
洪綺陽（1966年6月9日—2021年9月25日），本名洪敬恒，女，台灣演員及藝術家，早年活躍於劇場，爾後開始參與多部電視劇、電影演出，是一位資深的綠葉演員，也曾擔任電視劇及電影的戲劇指導。

## 生平
2010年，以客家電視台《轉屋下》入圍「首爾電視節大獎」最佳女配角獎；2015年，又再次以客家電視台《已讀不回》入圍「新加坡亞洲電視大獎」最佳女主角獎。
洪綺陽一生未婚，父母及妹妹皆已往生後，便開始獨居生活，多年來虔誠信奉佛教，且因近年體虛氣弱，開始注重養生並鑽研中醫，2021年9月26日因其表姐所傳訊息皆無回應，便前往住處協同里長與警方破門而入，見其倒臥客廳之中且已無生命跡象，經法醫研判應於9月25日凌晨辭逝，爾後由表姐於10月4日為其低調操辦告別式，靈位安放於新店竹林禪寺觀音殿內，因其過世突然，眾多好友在新聞發佈後才得知噩耗，來不及於告別式送她最後一程，其表姐特意於11月12日在唯眾精舍為她舉辦圓滿七誦經祈福法事，讓好友們能親臨現場為她誦經祝福，往生極樂。

## 演出作品

### 舞台劇
| 年份   | 演出地點         | 劇團       | 劇名                                     | 合作演員                                                                     |
| 1994年 | 國家劇院實驗劇場 | 表演工作坊 | 時間與房間                               | 單承矩、黃士偉、康祿祺、林維、黎家齊、溫吉興、劉宇均、楊士平、閻鴻亞         |
| 1994年 | 國家劇院實驗劇場 | 綠光劇團   | 領帶與高跟鞋 Necties & High-heeled Shoes | 趙自強、郎祖筠、李永豐、黃士偉、郎祖明、單承矩、邊德音、劉嘉明、馬卿華       |
| 1995年 | 皇冠小劇場       | 密獵者劇團 | 洪堡親王--夢遊者的正義                   | 符宏征、劉亮佐、范瑞君、朱星朗、王任秋                                       |
| 1995年 | 國家劇院實驗劇場 | 綠光劇團   | 都是當兵惹的禍 Blame It All To the Draft | 唐從聖、王琄、呂羿慧、邱瓊瑤、劉萬光、周碧珊、王立安、黃益龍                 |
| 1997年 | 國家劇院實驗劇場 | 綠光劇團   | 都是當兵惹的禍 Blame It All To the Draft | 李小平、王琄、呂羿慧、鐘欣凌、劉萬光、周碧珊、郎祖明、林世秉、李佳麒、許孝存 |
| 1998年 | 國家劇院實驗劇場 | 密獵者劇團 | Widow98-浮城奇書                         | 黃士偉、徐堰鈴、曲德海、朱宏章、莊心輔                                       |

### 電視劇/網路劇
| 年份   | 首播       | 劇名                          | 飾演角色           |
| 2001年 | 華視       | 台灣靈異事件-幽靈車           | 阿菊               |
| 2001年 | 大愛電視台 | 大愛劇場-天地有情             | 李春嬌師姐關懷個案 |
| 2003年 | 客家電視台 | 客家心舅                      | 蕭欣華             |
| 2005年 | 大愛電視台 | 草山春暉                      | 高家大姊-高雪白    |
| 2006年 | 客家電視台 | 戀戀舊山線                    | 曾有鳳(年輕)       |
| 2007年 | 大愛電視台 | 春暖花蓮                      | 明田的姊           |
| 2007年 | 八大電視台 | 終極一家                      | 戲劇製作人         |
| 2007年 | 客家電視台 | 美味滿樓                      | 大女兒             |
| 2008年 | 客家電視台 | 校園首部曲- 花樹下約定        | 筱蓉的媽- 李玉英   |
| 2008年 | 大愛電視台 | 矽谷阿嬤                      | 洪秦琴             |
| 2009年 | 客家電視台 | 源                            | 朱嬸               |
| 2009年 | 客家電視台 | 客家電視電影院- 女仨的婚事    | 姑姑               |
| 2009年 | 大愛電視台 | 愛主的心願                    | 毛素秋師姐         |
| 2009年 | 大愛電視台 | 長情劇展- 家在何方            | 余少蘭師姐         |
| 2010年 | 客家電視台 | 牽紙鷂的手                    | 東東的媽           |
| 2010年 | 客家電視台 | 客家電視電影院- 女人家        | 張秀               |
| 2010年 | 大愛電視台 | 幸福的青鳥                    | 森蘭               |
| 2010年 | 大愛電視台 | 再見南沙魯                    | 慧玲師姊           |
| 2010年 | 公視       | 他們在畢業的前一天爆炸        | 阿丁母             |
| 2011年 | 客家電視台 | 醬園生                        | 鍾陳雪梅           |
| 2011年 | 大愛電視台 | 長情劇展- 回首留蘭香          | 葉師姐             |
| 2011年 | 大愛電視台 | 長情劇展- 敲磚的女人          | 蓮珠志工           |
| 2011年 | 大愛電視台 | 愛的界線                      | 炮仔前妻- 阿女     |
| 2011年 | 客家電視台 | 阿戇妹                        | 春妹               |
| 2011年 | 大愛電視台 | 長情劇展 愛的隨堂考- 夢醒時刻 | 李美珍             |
| 2011年 | 三立台灣台 | 愛。回來                      | 女演員             |
| 2011年 | 大愛電視台 | 祖孫情                        | 林淑培師姐         |
| 2012年 | 民視       | 廉政英雄 最後正義             | 藍欣將軍           |
| 2012年 | 大愛電視台 | 阿爸的願望                    | 麗珠師姐           |
| 2012年 | 大愛電視台 | 長情劇展- 風箏的祝福          | 媽媽- 王美秀       |
| 2012年 | 大愛電視台 | 生命花園                      | 陳秀卿             |
| 2013年 | 大愛電視台 | 長情劇展- 守護生命的羽翼      | 小勝母             |
| 2013年 | 大愛電視台 | 愛在陽光下                    | 呂麗卿             |
| 2013年 | 大愛電視台 | 長情劇展- 幸福美容院          | 輔導老師           |
| 2013年 | 客家電視台 | 死了一個國中生之後            | 東強的媽           |
| 2014年 | 大愛電視台 | 長情劇展- 情牽巧藝坊          | 蔡秀芳             |
| 2014年 | 客家電視台 | 新丁花開                      | 養女- 素敏(老年時) |
| 2015年 | 大愛電視台 | 三寶要回家                    | 三寶的姐           |
| 2016年 | 中視       | 聶小倩                        | 承熙的媽- 王月華   |
| 2016年 | 客家電視台 | 谷風少年                      | 年杰的媽           |
| 2017年 | 客家電視台 | 勞動之王                      | 財星的媽           |
| 2020年 | 大愛電視台 | 人生算什麼                    | 沈寶妙             |
| 2021年 | 客家電視台 | 女孩上場                      | 范姜母             |
| 2021年 | 公視       | 火神的眼淚                    | 義陽母親           |
| 2022年 | 大愛電視台 | 先生娘                        | 陳初妹             |
| 2022年 | 大愛電視台 | 隨風 隨緣                     | 瑜母               |
| 2022年 | 大愛電視台 | 你好，我是誰？                | 鄭妻               |

### 電影
| 上映電影 | 上映電影     | 上映電影       | 上映電影 |
| -------- | ------------ | -------------- | -------- |
| 年份     | 片名         | 飾演角色       | 導演     |
| 2008年   | 一八九五     | 鍾柯裕之妻     | 洪智育   |
| 2011年   | 翻滾吧！阿信 | 小學女老師     | 林育賢   |
| 2012年   | 第三個願望   | 秘書           | 黃銘正   |
| 2012年   | 野蓮香       | 大女兒- 蕭天心 | 鄭有傑   |
| 2014年   | KANO         | 阿靜媽         | 馬志翔   |
| 2022年   | 青春換日線   | 美華           | 杜榮峰   |
| 2022年   | 無邊界島嶼   |                | 岸本司   |

### 電視電影/短片
| 電視電影 / 網路電影 | 電視電影 / 網路電影 | 電視電影 / 網路電影        | 電視電影 / 網路電影 | 電視電影 / 網路電影 |
| ------------------- | ------------------- | -------------------------- | ------------------- | ------------------- |
| 年份                | 頻道                | 片名                       | 飾演角色            | 導演                |
| 1999年              | 公視                | 人生劇展- 棉花炸彈         |                     | 王育麟              |
| 2003年              | 公視                | 人生劇展- 我把阿公搞丟了   |                     | 梁修身+鄭芬芬       |
| 2008年              | 公視                | 人生劇展- 誰來坐大位       | 王俊男的陸配同事    | 陳冠名              |
| 2009年              | 公視                | 人生劇展- 垃圾魚           |                     | 張晉榮              |
| 2010年              | 客家電視台          | 轉屋下                     | 媽媽-芳美           | 姜博陞              |
| 2013年              | 天津文藝頻道        | 我的左手右手               |                     | 劉一志              |
| 2015年              | 客家電視台          | 已讀不回                   | 職業婦女            | 詹家維              |
| 微電影 / 短片       |                     |                            |                     |                     |
| 年份                | 頻道                | 片名                       | 飾演角色            | 導演                |
| 2010年              | 網路                | 世新大學畢業短片- 走出溫室 |                     | 詹京霖              |
| 2010年              | 公視                | 學生劇展- 下落村的來電     | 煙仔妻              | 王威人              |

## 獎項紀錄
| 年份   | 頒獎典禮           | 獎項       | 入圍                             | 結果 |
| ------ | ------------------ | ---------- | -------------------------------- | ---- |
| 2010年 | 首爾國際電視節大獎 | 最佳女配角 | 客家電視台《轉屋下》 飾 芳美     | 提名 |
| 2015年 | 新加坡亞洲電視大獎 | 最佳女主角 | 客家電視台《已讀不回》 飾 謝麗君 | 提名 |

## 外部連結
- 洪綺陽在互联网电影资料库（IMDb）上的資料（英文）
- 華文影史庫 洪綺陽 簡介 （页面存档备份，存于）
- 洪綺陽的Facebook專頁